# ブルームーン (戯曲)
『ブルームーン』は、演出家・青木豪が手掛け、ジャズのスタンダード・ナンバーである「ブルームーン」の世界観をモチーフした舞台作品。演出は鈴木裕美。主演は関ジャニ∞の横山裕。

## 概要
本作は、ロレンツ・ハートが作詞、リチャード・ロジャースが作曲を務めたジャズの楽曲「ブルームーン」の世界観をモチーフにした作品。
大切な人に想いを伝えられない青年が時空を超えた人々との出会いにより、徐々に変わっていく様を描いたロマンティック・コメディとなっている。
主演の横山裕は、歌唱を含まないストリートプレイの舞台に出演するのは約13年振りである。

## 公演情報
- 東京公演
  - 2015年5月23日 - 6月14日：東京グローブ座
- 大阪公演
  - 2015年6月21日 - 6月28日：森ノ宮ピロティホール

## キャスト
- 向坂ユタカ：横山裕
- 蒲谷ルミ：マイコ
- ケイト立花：遠野あすか
- トニー河村：上口耕平
- 光恵：木下あかり
- 向坂オサム：山崎一
- 石渡はま子：加賀まりこ

## スタッフ
- 作：青木豪
- 演出：鈴木裕美